# ロイ・ハラデイ
- ロイ・ハラデー
- ロイ・ハラディ

ロイ・ハラデイ（Roy Halladay）、本名ハリー・リロイ・ハラデイ3世（Harry Leroy Halladay III, 1977年5月14日 - 2017年11月7日）は、アメリカ合衆国コロラド州デンバー出身のプロ野球選手（投手）。右投右打。
2000年代のMLBを代表する先発投手の1人。ESPNから2000年から2009年までの10年間の "All-Decade team" 先発右腕部門に選出されている。
19世紀のガンマンのドク・ホリデイに名前が似ていることから、"ドク"（Doc）という愛称をもつ。

## 経歴

### プロ入り前
コロラド州のアーバダ西高校に在籍時は野球部で投手として通算22勝1敗を記録しているほか、バスケットボールでも活躍。当時の野球部チームメイトは「ハラデイがバスケしているのを観に行くと野球部のやつらはみんな、彼がダンクするたびに、着地で足首を痛めていないことを確認しては安堵のため息を漏らしていた」と証言している。

### プロ入りとブルージェイズ時代
1995年6月にMLBドラフトでトロント・ブルージェイズから1巡目（全体17位）指名を受け、入団。
同年はマイナーリーグのルーキー級で先発8試合とリリーフ2試合をこなし、プロ1年目を終えた。1996年は、Adv-A級ダニーデンで球団マイナー組織最多の15勝を記録し、球団マイナー最優秀選手とフロリダ・ステートリーグのオールスターに選出される。1997年にはAA級ノックスビルで開幕を迎え、すぐにAAA級シラキュースへ昇格。当時ハラデイはまだプロ3年目・20歳で、シラキュースが参加するインターナショナルリーグでは最年少だった。
1998年9月20日にメジャーデビュー。21歳130日でのデビューは球団史上3番目の若さだった。2度目の登板となった9月27日のシーズン最終戦（タイガース戦）では9回二死まで相手打線を無安打に封じる好投を見せる。続く1999年には先発とリリーフの両方をこなして8勝7敗・防御率3.92を記録し、次期エース候補として期待されるようになった。
しかし、2000年は極度の不振に陥り、成績が4勝7敗、防御率10.64と低迷。これは10試合以上に先発登板した投手で歴代ワーストの防御率となった（2011年にブライアン・マティスが防御率10.69でワースト記録を更新した）。これにより翌2001年シーズンの開幕をマイナーAdv-A級ダニーデンまで降格して迎えることになった。ハラデイはこのとき、8歳のとき以来味わったことがないという挫折感を味わった。「前の年にスランプになって自信を失い、自分の投球に疑問を持つようになった」「（A級降格は）まるで悪夢のようで、最初の1週間は信じられなかった」という。
そこで、ダニーデンでは投手コーチのメル・クイーンとともに、投球フォームの改造と精神面の強化に取り組んだ。投球フォームは腕の角度を下げるようにし、それによってシンカーがより大きく沈むようになった。一方のメンタル面では、心理学者2人のカウンセリングを受けた。また、心理学者ハーベイ・ドーフマンの著作 "The Mental ABC's of Pitching: A Handbook for Performance Enhancement"（『ピッチングの精神的イロハ』）を妻に薦められて手にし、これは今でもハラデイの愛読書となっている。こうした道のりを経て7月にメジャーに復帰すると、先発16試合中13試合でクオリティ・スタートを記録する安定した投球を披露した。翌2002年はシーズン開幕から先発ローテーションに定着し、アメリカンリーグ最多の239.1イニングを投げ19勝（リーグ4位）7敗、防御率2.93（同5位）を記録した。オールスターゲーム初選出・初登板も果たしている。オフにはチームと1年382万ドルで契約を延長。
球団から強く期待をかけられ、2003年は自身初の開幕投手となる。3月・4月は1勝もできずにいたが、5月1日（レンジャーズ戦）から11登板連続で勝利投手となり、その間に防御率も4.89から3.57まで回復させるなど、次第に調子を上げていった。9月には6試合の登板で5勝を記録し、23イニング連続無失点、41イニング連続無自責点も記録。最終的には22勝（リーグ最多・球団新記録）7敗、防御率3.25（リーグ5位）、204奪三振（同3位）、WHIP 1.07（同2位）という好成績を収めた。シーズン終了後には球団史上3人目・4度目となるサイ・ヤング賞を受賞し、4年総額4200万ドルでの契約延長も手にした。

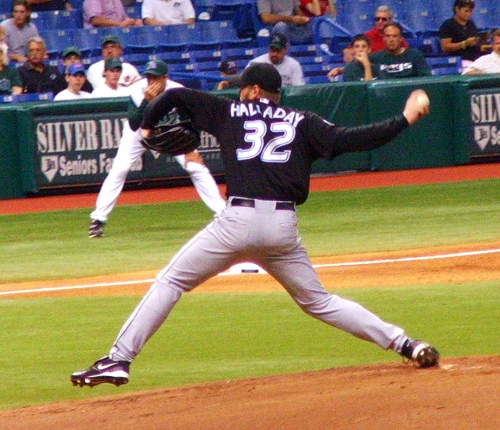
2006年5月13日、敵地でのデビルレイズ戦に登板し完投勝利を挙げる

サイ・ヤング賞を受賞してから数年は故障に悩まされた。2004年は2回故障者リスト入りし、8勝8敗、防御率4.20と不本意な成績に終わった。7月の故障者リスト入りは、制球が定まらなくなったハラデイに対し監督のカルロス・トスカが「これ以上投げさせると、選手生命の危険にさらすことになる」と判断したことによる。
2005年はチェンジアップを改善させたことが功を奏し、7月3日までは12勝4敗、防御率2.33という成績を残す。これにより一時は2度目のサイ・ヤング賞受賞も有力視されたが、7月8日のレンジャーズ戦でケビン・メンチの打球を左足に受け骨折し、翌日に故障者リスト入り。そのままシーズン終了まで復帰できなかった。しかしチームはハラデイを高く評価し、2006年のシーズン開幕前に、2008年からの3年総額4000万ドルで契約を延長した。
2006年は奪三振よりも制球力を重視し、相手打者を打たせて取ることに重点を置いた。しかし、右の上腕筋に張りを感じたため4月9日（デビルレイズ戦）の次の登板を回避、さらに9月20日のヤンキース戦でも途中降板してシーズンを終えた。奪三振率は6年ぶりに6.00を下回る5.40だったが、3年ぶりに先発30試合・200イニング・15勝を突破し、防御率3.19はリーグ2位の好成績だった。
2007年は5度目（5年連続）の開幕投手を務め、デーブ・スティーブの球団記録を更新。この年は急性虫垂炎を発症したため5月11日に緊急手術を受けることになった。復帰まで4週間から6週間はかかるとみられていたが、わずか20日後の5月31日（ホワイトソックス戦）には復帰。この離脱を除けば1年間フルに働いたシーズンで、前年に続き16勝を挙げた。
このように故障続きだったハラデイだが、2008年は故障者リスト入りせず1年間投げ続けることができたシーズンとなった。5月18日のフィラデルフィア・フィリーズ戦では志願して7年ぶりにリリーフ登板。この試合を除く33試合の先発登板全てで5イニング以上を投げる安定した投球で、2003年以来のシーズン20勝と自己最多の206奪三振を記録した。強豪のレッドソックスとヤンキースを相手に8勝したハラデイをサイ・ヤング賞に推す声もあったが、投票では最多勝利と最優秀防御率の二冠を獲得したクリフ・リーの後塵を拝した。
2002年以降の7年間、ブルージェイズのエースとして投げ続け、計113勝を記録した。これは、その期間中ではロイ・オズワルト（115勝）に次ぐMLB2位の記録である。しかしその間、チームは1度もポストシーズンに進出できていない。この7年間の勝利数上位12投手のうち、ポストシーズン出場経験がないのはハラデイだけになっていた。2009年、ハラデイは開幕から好調を保ち、6月7日のロイヤルズ戦では両リーグ最速で10勝に到達。続く12日のマーリンズ戦では股関節を痛めて故障者リスト入りするが、復帰後はオールスターゲームでア・リーグの先発投手となるなどの活躍を見せていた。だがブルージェイズは、オールスターゲーム時点で90試合を消化して44勝46敗の地区4位と、このシーズンもポストシーズン進出は絶望的な状況に追い込まれていた。
オールスターゲームに先立って7月7日、ブルージェイズGMのJ.P.リッチアーディが、それまで頑なに拒否してきたハラデイのトレード交渉を受け付ける用意があると表明。さらにハラデイ自身も、現行の契約が2010年に満了するまで契約延長交渉には応じない、との意向を示した。このため移籍が確実視されるようになり、ポストシーズン進出を目指す複数のチームがハラデイの獲得に名乗りを挙げる争奪戦となった。しかしここで、リッチアーディが交渉の要点を自ら漏らしてしまったことや、経済不況の中で各球団が安価な若手有望株を出し渋る傾向にあったことなどから、交渉が難航する。ハラデイ獲得が本命視されていたフィリーズも、既にメジャーへ昇格していた左腕J.A.ハップにマイケル・テイラーなどマイナーの有望株3選手を加えた条件でオファーを出したが、リッチアーディが強気な姿勢でこれを拒否したため、諦めてインディアンスのリー獲得に方針を切り替えた。
結局、トレード期限の7月31日までに交渉は成立せず。チーム事情を理解しているファンは、本拠地球場ロジャース・センターでの最終登板となる（はずだった）同月24日の試合でハラデイにスタンディングオベーションを送り惜別の意を表したが、その後もハラデイはシーズン終了までブルージェイズに残留して投げ続けることになった。トレード騒動の影響もあってか7月には調子を落としたが、9月には3完封を含む4勝を記録し、月間防御率1.47と復調。最終的には2年連続の防御率2点台に加え、自己最多の208奪三振、ともに両リーグトップの9完投、4完封を記録した。敗戦数は2年連続の2桁となったが、敗戦試合10試合での味方打線による援護点は合計で僅か22点（1試合平均2.2点）に留まり、シト・ガストン監督はハラデイの登板時に限って沈黙する打線を嘆いた。
シーズン終了直前にリッチアーディがGMを解任され、後任のアレックス・アンソポロスが引き続きハラデイのトレードを進めることになった。11月に入り、フィリーズGMのルーベン・アマロ・ジュニアがアンソポロスと接触し、トレードを打診。さらに、フィリーズは夏場にインディアンスから獲得していたリーをシアトル・マリナーズへ送る形での三角トレードを模索した。

### フィリーズ時代
2009年オフに4球団・9選手（うちハラデイとリーの2人がサイ・ヤング賞投手）が動くという大型トレードが成立、ハラデイはカイル・ドレイベック、マイケル・テイラー、トラビス・ダーノーとの交換でフィリーズへ移籍することになった。移籍と同時にハラデイはフィリーズと、2011年以降の3年6,000万ドル（4年目は相互オプション）で契約を延長した。
2010年4月5日の開幕戦で先発登板。ワシントン・ナショナルズ打線を相手に7回1失点で勝利投手となる。するとそこから4連勝。さらに5月には、29日のマーリンズ戦でMLB史上20人目の完全試合を達成した。この試合以降も防御率は2点台前半を推移する安定感で、エースとしてフィリーズを牽引する。7月下旬にはオズワルトが加入し、ハラデイとオズワルト、そしてコール・ハメルズの三本柱は頭文字から "H2O" と呼ばれるようになった。前半戦終了時点で47勝40敗のナショナルリーグ東地区3位だったフィリーズは、後半戦に入って勝率を上げていき、9月7日には地区首位に浮上する。初めてのポストシーズン進出争いを経験するハラデイは「毎日フィールドに来るのが楽しくて仕方ない」と喜びの感情を見せていた。
ハラデイは故障なく1年を乗り切り、リーグ最多の250.2イニング、9完投で21勝を記録した。そしてフィリーズは地区優勝し、4年連続のポストシーズン進出を果たす。ハラデイにとっては初のポストシーズンであり、レギュラーシーズンでの疲労から実力を発揮できないのでは、という声もあった。だがシンシナティ・レッズとの地区シリーズ初戦に登板したハラデイは、ノーヒットノーランを達成し、周囲の不安を一蹴した。しかしフィリーズはこのシリーズを3勝0敗で制したあと、サンフランシスコ・ジャイアンツとのリーグ優勝決定戦では2勝4敗に終わり敗退。リーグ3連覇およびワールドシリーズ出場はならなかった。シーズン終了後、ハラデイはサイ・ヤング賞を受賞。史上5人目の両リーグでの受賞となった。年間2回のノーヒッターは史上5人目の快挙でノーラン・ライアン以来の達成となり、完全試合とノーヒットノーランでの達成は史上初の快挙であった。
2011年は惜しくも無冠に終わるも6年連続の16勝以上となる19勝、4年連続の2点台となる自己最高の防御率2.35、4年連続の200奪三振となる自己最多の220奪三振を記録してフィリーズのエースとして君臨した。5年連続のリーグ最多完投、4年連続のオールスター選出も果たし、脂が乗り切った円熟の投球を見せた。サイ・ヤング賞の投票では投手三冠王を達成したクレイトン・カーショウに次いで2位に入った。
2012年はスプリングトレーニングから球速低下によって調子が上がらず、周囲に不安を抱かせたままシーズンに突入した。開幕後も球速は回復せず、4月は防御率こそ1.95とその影響を感じさせない数字だったが、奪三振率は低下していた。5月は防御率6.11と絶不調に陥り、5月29日に右肩の張りで故障者リストに入った。オールスター明けに復帰したが、その後も前年までの投球を取り戻せず、苦しい投球が続いた。8年連続の2桁勝利はクリアしたものの、100イニング以上投げた年では最低となる防御率4.49、前年まで5年連続でリーグ最多を記録していた完投も12年ぶりに0に終わるなど、不本意なシーズンで通算200勝に王手をかけてシーズンが終わった。投球の軸となるシンカー、カッターの平均球速はそれぞれ約91.1マイル≒146.6km/h、約89.4マイル≒143.9km/hで、前年の約92.7マイル≒149.2km/h、約91.5マイル≒147.2km/hから低下し、ゴロ率も自身平均より10%下回っていた。また、カーブ、スプリッターでの空振り率も前年より低下した。球速はブルージェイズ時代の2009年頃（シンカーが平均93.7マイル≒150.1km/h、カッターが平均92.0マイル≒148.1km/h）をピークに低下を続けていることもあり、年齢的な衰えも指摘されるようになった。
2013年4月14日に行われたマイアミ・マーリンズ戦で通算200勝を達成。しかし、5月6日に右肩の故障で故障者リスト入りし、5月8日に関節鏡視下手術を受けることが発表された。リハビリを経て、8月25日のアリゾナ・ダイヤモンドバックス戦で復帰。13試合に先発登板し4勝5敗でシーズンを終え、2005年から続いていた2桁勝利が途切れた。10月31日にFAとなり、12月9日に古巣・ブルージェイズと1日契約で合意し、この年限りで現役を引退することが発表された。

### 飛行機事故による早世
引退後から飛行機教習所に通って操縦免許を取得。2017年10月13日に念願だったという水陸両用小型飛行機（ICON A5）を38万9000ドル（約4400万円）で購入し、自ら操縦することを趣味としていたが、同年11月7日に単独でフロリダ沖を飛行中にメキシコ湾に墜落し死亡。満40歳没。機体から遺体が発見された。市警察の捜査などから、事故原因は危険操縦の疑いが高いとされており、上空約30メートルから海上約2メートルの高さまで急降下し、再び急上昇するという操縦を繰り返していたことが、その様子を撮影した動画の存在によって明らかになった。夫人も「（ああいう操縦は危険なので）できれば飛行機に乗ってほしくない」と話していたという。

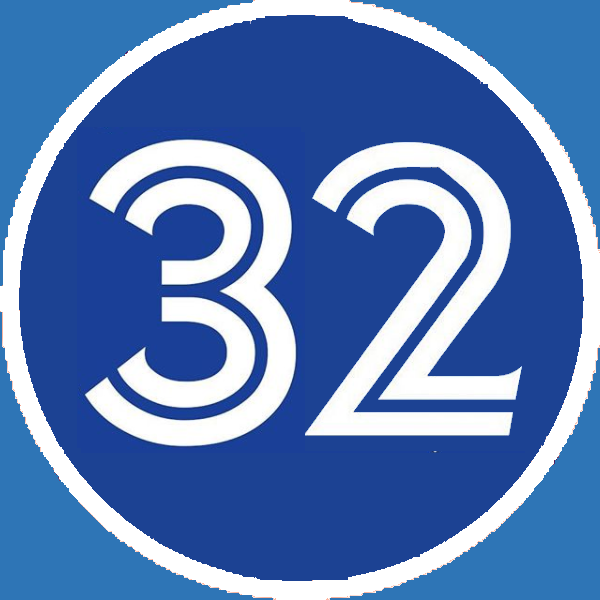
ハラデイのブルージェイズ在籍時の背番号「32」。
トロント・ブルージェイズの永久欠番に2018年指定。

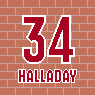
ハラデイのフィリーズ在籍時の背番号「34」。
フィラデルフィア・フィリーズの永久欠番に2021年指定。

その死を悼み、2018年2月12日、古巣・ブルージェイズは同年開幕戦よりハラデイの在籍時の背番号『32』を永久欠番に指定することを発表した。
2019年1月23日、資格取得1年目でアメリカ野球殿堂入りを果たす。
2020年2月4日、フィリーズはハラデイの在籍時の背番号『34』を永久欠番に指定することを発表したが、新型コロナウイルス感染症の影響により欠番表彰式は延期され、翌2021年8月8日に執り行われた。

## 選手としての特徴
| 球種       | 配分 % | 平均球速 mph (km/h) | 水平運動 in | 鉛直運動 in |
| ---------- | ------ | ------------------- | ----------- | ----------- |
| カッター   | 47     | 92 (150)            | -1.7        | 5.7         |
| シンカー   | 20     | 93 (148)            | -8.2        | 3.9         |
| カーブ     | 17     | 78 (125)            | 6.3         | -1.6        |
| スプリット | 16     | 84 (135)            | -6.5        | -0.5        |

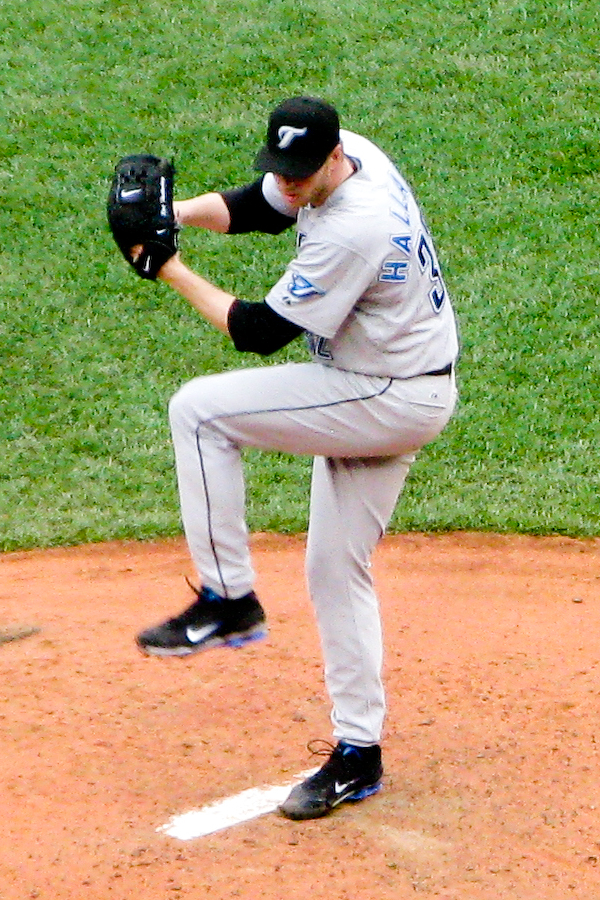
ハラデイの投球フォーム

90-94mph（約144.8-151.2km/h）のカットボールが基本球種で、ツーシーム、シンカーなどの速球系を主体としており、フォーシーム（いわゆる真っ直ぐ）は持ち球としていない。変化球ではチェンジアップのほか、ナックルカーブ、スプリッター、スラーブも持ち球とする。尚、ハラデイ本人はツーシームとシンカーは別球種として使い分けており、ゴロを打たせる方をツーシームと称している。これはハラデイからアドバイスを受けたコール・ハメルズも同様にツーシームと呼んでいる。
プロ入り前と現在を比べるとチェンジアップを投げる割合が増していると高校時代のチームメイトは言うが、基本的にはシンキング・ファストボールで相手打者にゴロを打たせる投球が持ち味の投手である。松井秀喜はこのシンキング・ファストボールを「甘い球に感じても、思ったより逃げて沈む。打つときは厳しいコースになる」と表現し、ハラデイを「最も打ちにくい投手」と評した。またシンキング・ファストボールと他の球種との組み合わせについて、オーブリー・ハフは「彼の速球は96-97mph（約154.5-156.1km/h）も出るほど凄まじいわけじゃない。けど彼にはあのカッターとシンカーがある。まずカッターが内角に来て、それから外角へシンカー。こっちは勝ち目がないよ」と話している。
ゴロで打たせて取るグラウンドボールピッチャーであるため球数が少なく、結果として長いイニングを投げることが可能である。シーズン230イニング突破は6度記録し、2009年（リーグ2位）以外はリーグ最多だった。また完投数でも7シーズンでリーグ最多となったほか、2008年には4試合連続完投も記録している。このような投球スタイルになったのは1998年・1999年・2004年の3シーズンにわたりチームメイトだったパット・ヘントゲンの影響で、ヘントゲンはハラデイに「三振は過大評価された指標だ」「7イニングを投げ切れなかったら勝ちはないと思え。リリーフが君に勝ちを拾ってくれるなんて考えは甘い」と教えたという。しかし好調時には奪三振数も少なくはなく、5シーズンで200奪三振を達成。奪三振率でも、サイ・ヤング賞を受賞した2003年は6.90（リーグ9位）、同賞投票で次点だった2008年は7.54（同10位）、2009年は7.83（同8位）という数字を残している。与四球は少なく、与四球率は2003年1.08（リーグ2位）、2008年1.43（同3位）、2009年1.32（同1位）、2010年1.08（同1位）となっている。
身長6' 6"（約198.1cm）の長身や広い肩幅など、投手としては理想的な体格を持つ。この体をベストの状態に保つために、1年間を通しての綿密なトレーニング・プログラムを組んでいるので、これまで2006年と2009年の3月に開催されてきた国際大会ワールド・ベースボール・クラシックには、アメリカ合衆国代表のエースになれるだけの実力を持つにもかかわらず出場しない意向を示している。

## 家族・人物
- 長男・ブレイデン・ハラデイは2001年生まれで身長190cmの投手[65][66][67]。2019年、ドラフト32巡目でブルージェイズに指名された[68][69]。これは球団はブレイデンがペンシルバニア州立大学に進学することを承知しながらも父親のロイ・ハラデイに敬意を表し彼の背番号に合わせて32巡目で指名したもの。

## 詳細情報

### 年度別投手成績
| 年 度     | 球 団     | 登 板 | 先 発 | 完 投 | 完 封 | 無 四 球 | 勝 利 | 敗 戦 | セ 丨 ブ | ホ 丨 ル ド | 勝 率 | 打 者 | 投 球 回 | 被 安 打 | 被 本 塁 打 | 与 四 球 | 敬 遠 | 与 死 球 | 奪 三 振 | 暴 投 | ボ 丨 ク | 失 点 | 自 責 点 | 防 御 率 | W H I P |
| --------- | --------- | ----- | ----- | ----- | ----- | -------- | ----- | ----- | -------- | ----------- | ----- | ----- | -------- | -------- | ----------- | -------- | ----- | -------- | -------- | ----- | -------- | ----- | -------- | -------- | ------- |
| 1998      | TOR       | 2     | 2     | 1     | 0     | 1        | 1     | 0     | 0        | --          | 1.000 | 53    | 14.0     | 9        | 2           | 2        | 0     | 0        | 13       | 0     | 0        | 4     | 3        | 1.93     | 0.79    |
| 1999      | TOR       | 36    | 18    | 1     | 1     | 1        | 8     | 7     | 1        | 2           | .533  | 668   | 149.1    | 156      | 19          | 79       | 1     | 4        | 82       | 6     | 0        | 76    | 65       | 3.92     | 1.57    |
| 2000      | TOR       | 19    | 13    | 0     | 0     | 0        | 4     | 7     | 0        | 0           | .364  | 349   | 67.2     | 107      | 14          | 42       | 0     | 2        | 44       | 6     | 1        | 87    | 80       | 10.64    | 2.20    |
| 2001      | TOR       | 17    | 16    | 1     | 1     | 1        | 5     | 3     | 0        | 0           | .625  | 432   | 105.1    | 97       | 3           | 25       | 0     | 1        | 96       | 4     | 1        | 41    | 37       | 3.16     | 1.16    |
| 2002      | TOR       | 34    | 34    | 2     | 1     | 0        | 19    | 7     | 0        | 0           | .731  | 993   | 239.1    | 223      | 10          | 62       | 6     | 7        | 168      | 4     | 1        | 93    | 78       | 2.93     | 1.19    |
| 2003      | TOR       | 36    | 36    | 9     | 2     | 3        | 22    | 7     | 0        | 0           | .759  | 1071  | 266.0    | 253      | 26          | 32       | 1     | 9        | 204      | 6     | 1        | 111   | 96       | 3.25     | 1.07    |
| 2004      | TOR       | 21    | 21    | 1     | 1     | 0        | 8     | 8     | 0        | 0           | .500  | 561   | 133.0    | 140      | 13          | 39       | 1     | 1        | 95       | 2     | 2        | 66    | 62       | 4.20     | 1.35    |
| 2005      | TOR       | 19    | 19    | 5     | 2     | 2        | 12    | 4     | 0        | 0           | .750  | 553   | 141.2    | 118      | 11          | 18       | 2     | 7        | 108      | 2     | 1        | 39    | 38       | 2.41     | 0.96    |
| 2006      | TOR       | 32    | 32    | 4     | 0     | 0        | 16    | 5     | 0        | 0           | .762  | 876   | 220.0    | 208      | 19          | 34       | 5     | 5        | 132      | 3     | 0        | 82    | 78       | 3.19     | 1.10    |
| 2007      | TOR       | 31    | 31    | 7     | 1     | 3        | 16    | 7     | 0        | 0           | .696  | 927   | 225.1    | 232      | 15          | 48       | 3     | 3        | 139      | 4     | 0        | 101   | 93       | 3.71     | 1.24    |
| 2008      | TOR       | 34    | 33    | 9     | 2     | 2        | 20    | 11    | 0        | 1           | .645  | 987   | 246.0    | 220      | 18          | 39       | 3     | 12       | 206      | 4     | 0        | 88    | 76       | 2.78     | 1.05    |
| 2009      | TOR       | 32    | 32    | 9     | 4     | 5        | 17    | 10    | 0        | 0           | .630  | 963   | 239.0    | 234      | 22          | 35       | 0     | 5        | 208      | 2     | 0        | 82    | 74       | 2.79     | 1.13    |
| 2010      | PHI       | 33    | 33    | 9     | 4     | 4        | 21    | 10    | 0        | 0           | .677  | 993   | 250.2    | 231      | 24          | 30       | 1     | 6        | 219      | 5     | 1        | 74    | 68       | 2.44     | 1.04    |
| 2011      | PHI       | 32    | 32    | 8     | 1     | 1        | 19    | 6     | 0        | 0           | .760  | 933   | 233.2    | 208      | 10          | 35       | 4     | 4        | 220      | 2     | 1        | 65    | 61       | 2.35     | 1.04    |
| 2012      | PHI       | 25    | 25    | 0     | 0     | 0        | 11    | 8     | 0        | 0           | .579  | 646   | 156.1    | 155      | 18          | 36       | 0     | 5        | 132      | 2     | 0        | 78    | 78       | 4.49     | 1.22    |
| 2013      | PHI       | 13    | 13    | 1     | 0     | 0        | 4     | 5     | 0        | 0           | .444  | 282   | 62.0     | 55       | 12          | 36       | 1     | 10       | 51       | 4     | 0        | 48    | 47       | 6.82     | 1.47    |
| MLB：16年 | MLB：16年 | 416   | 390   | 67    | 20    | 23       | 203   | 105   | 1        | 3           | .659  | 11287 | 2749.1   | 2646     | 236         | 592      | 28    | 81       | 2117     | 56    | 9        | 1135  | 1034     | 3.38     | 1.18    |

- 各年度の太字はリーグ最高

### 年度別守備成績
| 年 度 | 球 団 | 投手（P） | 投手（P） | 投手（P） | 投手（P） | 投手（P） | 投手（P） |
| 年 度 | 球 団 | 試 合     | 刺 殺     | 補 殺     | 失 策     | 併 殺     | 守 備 率  |
| ----- | ----- | --------- | --------- | --------- | --------- | --------- | --------- |
| 1998  | TOR   | 2         | 1         | 2         | 0         | 0         | 1.000     |
| 1999  | TOR   | 36        | 8         | 16        | 0         | 3         | 1.000     |
| 2000  | TOR   | 19        | 4         | 7         | 0         | 0         | 1.000     |
| 2001  | TOR   | 17        | 7         | 16        | 0         | 0         | 1.000     |
| 2002  | TOR   | 34        | 22        | 41        | 2         | 1         | .969      |
| 2003  | TOR   | 36        | 23        | 50        | 1         | 5         | .986      |
| 2004  | TOR   | 21        | 10        | 21        | 1         | 1         | .969      |
| 2005  | TOR   | 19        | 9         | 24        | 1         | 1         | .971      |
| 2006  | TOR   | 32        | 25        | 31        | 1         | 2         | .982      |
| 2007  | TOR   | 31        | 20        | 35        | 2         | 3         | .965      |
| 2008  | TOR   | 34        | 33        | 26        | 1         | 2         | .983      |
| 2009  | TOR   | 32        | 26        | 24        | 1         | 2         | .980      |
| 2010  | PHI   | 33        | 16        | 40        | 1         | 0         | .982      |
| 2011  | PHI   | 32        | 12        | 30        | 1         | 0         | .977      |
| 2012  | PHI   | 25        | 8         | 20        | 2         | 2         | .933      |
| 2013  | PHI   | 13        | 4         | 7         | 1         | 0         | .917      |
| MLB   | MLB   | 416       | 228       | 390       | 15        | 22        | .976      |

- 各年度の太字はリーグ最高

### タイトル
- 最多勝利：2回（2003年、2010年）

### 表彰
- サイ・ヤング賞：2回（2003年、2010年）
- プレイヤーズ・チョイス・アワーズ優秀投手：2回（2003年、2010年）
- ピッチャー・オブ・ザ・マンス：4回（2003年5月、2003年9月、2007年4月、2010年7月）
- プレイヤー・オブ・ザ・ウィーク：5回（2003年9月1日 - 7日、2006年5月8日 - 14日、2009年5月11日 - 17日、2010年4月4日 - 11日、2010年5月24日 - 30日）
- ハート&ハッスル賞：1回（2010年）

### 記録
- MLBオールスターゲーム選出 8回：2002年、2003年、2005年（故障のため辞退）、2006年、2008年 - 2011年
- 完全試合：1回（2010年5月29日、対フロリダ・マーリンズ戦）
- ノーヒットノーラン：1回（2010年10月6日、対シンシナティ・レッズ戦）※初のディビジョンシリーズでの達成

### 背番号
- 52（1998年）
- 32（1999年 - 2009年）※トロント・ブルージェイズの永久欠番
- 34（2010年 - 2013年）※フィラデルフィア・フィリーズの永久欠番